# Mariya Korýttseva
Mariya Korýttseva (ucraniano: Марія Коритцева, nació 25 de mayo de 1985 en Kiev, Ucrania) es una tenista ucraniana. Su mayor ranking fue el N.º 50 en el mundo, alcanzado el 18 de agosto de 2008.
Lo más destacado en su carrera hasta ahora es un sorprendente camino a la final del 2007 en el abierto Sunfeast celebrado en Calcuta, India, en septiembre de 2007. En el camino a su aparición en la final, venció a Monique Adamczak, Vania King, que había derrotado a la sembrada número uno Marion Bartoli en la ronda anterior, Tatiana Poutchek y Anne Keothavong. Su carrera llegó a su fin a manos de Maria Kirilenko, quien la venció por 6-0, 6-2 en la final. Ella perdió la final de dobles también.
Además de esta carrera, ha ganado seis títulos de dobles en el circuito de la WTA, dos que vienen en Palermo, donde ganó con Giulia Casoni en 2005, y de nuevo con Darya Kustova en 2007. Ganó el ASB Classic 2008 con Lilia Osterloh. También fue la finalista en dobles en Calcuta en 2007, donde perdió la final de sencillos, y perdió la final de dobles con Alberta Brianti a Vania King y Alla Kudryavtseva.

## Títulos

### WTA

#### Individual (0)
| Leyenda: Antes de 2009 | Leyenda: A partir de 2009 |
| ---------------------- | ------------------------- |
| Grand Slam (0)         |                           |
| WTA Championships (0)  |                           |
| Tier I (0)             | Premier Mandatory (0)     |
| Tier II (0)            | Premier 5 (0)             |
| Tier III (0)           | Premier (0)               |
| Tier IV & V (0)        | International (0)         |

#### Finales (2)
| N.º | Fecha                    | Torneo          | Superficie | Oponentes       | Resultado |
| --- | ------------------------ | --------------- | ---------- | --------------- | --------- |
| 1.  | 23 de septiembre de 2007 | Kolkata, India  | Carpet (i) | Maria Kirilenko | 0-6, 2-6  |
| 2.  | 13 de julio de 2008      | Palermo, Italia | Arcilla    | Sara Errani     | 2-6, 3-6  |

### Dobles (6)
| Leyenda: Antes de 2009 | Leyenda: A partir de 2009 |
| ---------------------- | ------------------------- |
| Grand Slam (0)         |                           |
| WTA Championships (0)  |                           |
| Tier I (0)             | Premier Mandatory (0)     |
| Tier II (0)            | Premier 5 (0)             |
| Tier III (1)           | Premier (0)               |
| Tier IV & V (3)        | International (2)         |

| N.º | Fecha                    | Torneos  | Superficie | Pareja             | Oponentes                                     | Resultado        |
| --- | ------------------------ | -------- | ---------- | ------------------ | --------------------------------------------- | ---------------- |
| 1.  | 24 de julio de 2005      | Palermo  | Arcilla    | Giulia Casoni      | Klaudia Jans Alicja Rosolska                  | 4-6, 6-3, 7-5    |
| 2.  | 22 de julio de 2007      | Palermo  | Arcilla    | Darya Kustova      | Alice Canepa Karin Knapp                      | 6-4, 6-1         |
| 3.  | 6 de enero de 2008       | Auckland | Dura       | Lilia Osterloh     | Martina Müller Barbora Záhlavová-Strýcová     | 6-3, 6-4         |
| 4.  | 21 de septiembre de 2008 | Cantón   | Dura       | Tatiana Poutchek   | Sun Tiantian Yan Zi                           | 6-3, 4-6, [10-8] |
| 5.  | 27 de febrero de 2011    | Acapulco | Dura       | Ioana Raluca Olaru | Lourdes Domínguez Lino Arantxa Parra Santonja | 5-7, 7-5, [10-6] |
| 6.  | 24 de julio de 2011      | Bakú     | Dura       | Tatiana Poutchek   | Monica Niculescu Galina Voskoboeva            | 6-3, 2-6, [10-8] |

#### Finales (4)
| N.º | Fecha                 | Torneos      | Superficie | Pareja          | Oponentes                                          | Resultado        |
| --- | --------------------- | ------------ | ---------- | --------------- | -------------------------------------------------- | ---------------- |
| 1.  | 12 de octubre de 2007 | Kolkata      | Dura       | Alberta Brianti | Alla Kudryavtseva Vania King                       | 1-6, 4-6         |
| 2.  | 17 de febrero de 2008 | Vina del Mar | Arcilla    | Julia Schruff   | Alicja Rosolska Līga Dekmeijere                    | 5-7, 3-6         |
| 3.  | 20 de octubre de 2008 | Luxemburgo   | Dura       | Vera Dushevina  | Sorana Cîrstea Marina Erakovic                     | 6–2, 3–6, [8–10] |
| 4.  | 13 de julio de 2009   | Palermo      | Arcilla    | Darya Kustova   | Nuria Llagostera Vives María José Martínez Sánchez | 1-6, 2-6         |